# Damien Rice
Damien Rice (Dublin, 7 december 1973) is een Ierse singer-songwriter. Hij staat bekend om zijn breekbare nummers die hij met minimale instrumentatie vertolkt.

## Biografie
Rice is begonnen in de band Juniper, die bekend is van het nummer Weatherman. In 1999 verliet hij deze band, waarna de overige leden verder gingen als Bell X1. Rice verhuisde van Ierland naar Toscane (Italië), waarna hij als straatmuzikant op reis ging door Europa. Na een jaar keerde hij terug, vastbesloten de nummers die hij geschreven had tijdens deze reis op een demo te zetten. Hij leende geld van vrienden, bekostigde daarmee zijn demo en stuurde deze naar producer David Arnold. Deze was gecharmeerd van zijn muziek en leende Rice genoeg geld om studio-apparatuur te kopen.
In september 2001 kwam de eerste single The Blower's Daughter uit, die gebruikt werd voor de soundtrack van de film Closer. De single werd goed ontvangen en optredens volgden. In eigen beheer werkte Rice verder aan een compleet album, dat in februari 2002 onder de titel O uitkwam. Hij wilde geen grote platenmaatschappijen bij het album betrekken omdat hij bang was dat zij invloed op zijn muziek zouden hebben.
In 2005 won Damien Rice een European Border Breakers Award. De European Border Breakers Awards zijn prijzen die jaarlijks worden uitgereikt aan tien jonge veelbelovende Europese artiesten die het jaar ervoor succesvol buiten de eigen landsgrenzen debuteerden.
In 2006 bracht Damien Rice het album 9 uit. De van dit album afkomstige single 9 Crimes werd een top 10-hit in de Mega Top 50.
In maart 2007 verliet Lisa Hannigan, die mee de zang en gitaar verzorgde op de meeste singles (o.a. 9 Crimes), de band.
Rice vertelde haar dat ze niet meer gewenst was in zijn band, omdat ze hem in zijn creativiteit zou belemmeren.
In 2008 werkten hij en andere bekende artiesten uit de VS, het Verenigd Koninkrijk, Canada en Zuid-Afrika aan het album Songs for Tibet, een steunbetuiging aan Tibet en dalai lama Tenzin Gyatso. Songs for Tibet verscheen enkele dagen voor de opening de Olympische Zomerspelen 2008 in de Volksrepubliek China.
Op 31 oktober 2014 kwam zijn derde studioalbum uit 'My Favourite Faded Fantasy'.

### Discografie
- O (LP), 2002
- B-Sides (EP), 2004
- 9 (LP), 2006
- My Favourite Faded Fantasy (LP), 2014

### Singles
| Single met eventuele hitnotering(en) in de Nederlandse Top 40 | Datum van verschijnen | Datum van binnenkomst | Hoogste positie | Aantal weken | Opmerkingen                 |
| ------------------------------------------------------------- | --------------------- | --------------------- | --------------- | ------------ | --------------------------- |
| 9 Crimes                                                      | 2006                  | 25-11-2006            | tip             |              |                             |
| Dogs                                                          | 2007                  | 31-3-2007             | 17              | 5            |                             |
| I Don't Want to Change You                                    | 22-09-2014            | 18-10-2014            | tip4            | -            | Nr. 61 in de Single Top 100 |

| Single met hitnotering(en) in de Vlaamse Ultratop 50 | Datum van verschijnen | Datum van binnenkomst | Hoogste positie | Aantal weken | Opmerkingen |
| ---------------------------------------------------- | --------------------- | --------------------- | --------------- | ------------ | ----------- |
| 9 Crimes                                             | 2006                  | 30-12-2006            | 7               | 19           |             |
| I Don't Want to Change You                           | 2014                  | 04-10-2014            | tip2            | -            |             |
| It Takes a Lot to Know a Man                         | 2015                  | 14-02-2015            | tip14           | -            |             |

### NPO Radio 2 Top 2000
| Nummers met noteringen in de NPO Radio 2 Top 2000 | '12  | '13 | '14 | '15 | '16  | '17  | '18  | '19  | '20  | '21 | '22 | '23  | '24  |
| ------------------------------------------------- | ---- | --- | --- | --- | ---- | ---- | ---- | ---- | ---- | --- | --- | ---- | ---- |
| 9 Crimes                                          | 1492 | 943 | 308 | 288 | 273  | 329  | 534  | 706  | 797  | 857 | 893 | 986  | 1087 |
| The Blower's Daughter                             | -    | -   | 915 | 994 | 1090 | 1350 | 1702 | 1954 | 1925 | -   | -   | 1839 | 1973 |

1. ↑  Een '-' betekent dat het nummer niet was genoteerd en een vetgedrukt getal geeft de hoogste notering van een nummer aan.
2. ↑  2012 was het eerste jaar met een notering voor Damien Rice.

## Overige bandleden
- Vyvienne Long: cello - piano
- Shane Fitzsimons: basgitaar
- Tom Osander: drums en percussie
- Lisa Hannigan (2001 - 2007): gitaar en zang

## Trivia
- Naast muzikant, is Damien Rice ook schilder.
- In een aflevering van Lost komt het liedje Delicate voor. Het wordt afgespeeld op Hurleys cd-speler. Het komt ook voor in Alias. Daarnaast komt deze song voor in de film Dear Frankie, waarin Gerard Butler en Emily Mortimer spelen.
- In de film Shrek the Third komt het liedje 9 Crimes voor.
- In de film Closer komt het liedje The Blower's Daughter voor.
- In het eerste seizoen van Misfits (televisieserie) komt het liedje Delicate voor.
- In het eerste seizoen van Jericho (televisieserie) komt het liedje Older Chests voor.
- In het tweede seizoen van Jericho (televisieserie) komt het liedje 9 Crimes voor.
- In het tweede seizoen (aflevering 19) van Criminal Minds komt het liedje Grey Room voor.
- In het derde seizoen van True Blood komt het liedje 9 Crimes (Nieuwe versie) voor.
- in de serie House MD, seizoen 3 en aflevering 13 (One Day, One Room), wordt het liedje Grey Room ingezet aan het eind.
- In een aflevering van Grey's Anatomy komt het liedje 9 Crimes voor.
- In een aflevering van The O.C. komt het liefde Cannonball voor.
- Damien Rice schreef het lied What if I'm wrong als titelsong voor de film When the dragon swallowed the sun.
- In het laatste hoofdstuk van De eenzaamheid van de priemgetallen van Paolo Giordano staat een citaat uit Grey Room: "oh coz nothing is lost, it's just frozen in frost"
- In de film "The Impossible" een film uit 2012 wordt het nummer "One" (gecoverd van U2) gebruikt als titelsong.
- In het vierde seizoen van La casa de papel komt het liedje Delicate voor.